# كريستوفر غلين (معلم موسيقى)
كريستوفر غلين (بالإنجليزية: Christopher Glynn)‏ هو معلم موسيقى بريطاني، ولد في 5 سبتمبر 1974 في ليستر في المملكة المتحدة.

## وصلات خارجية
- كريستوفر غلين على موقع ميوزك برينز (الإنجليزية)
- كريستوفر غلين على موقع ديسكوغز (الإنجليزية)